# Adžarija
Adžarija (gruzinsko აჭარა — transliteracija ach'ara; uradno Avtonomna republika, აჭარის ავტონომიური რესპუბლიკა — ach'aris avtonomiuri respublika) je avtonomna republika na jugozahodu Gruzije. Na jugu meji na Turčijo, na vzhodu pa na Črno morje. Pod Otomanskim imperijem je bila znana kot Acara, Acarya ali Acaristan, pod Sovjetsko zvezo pa kot Adžarska avtonomna sovjetska socialistična republika.

## Zgodovina
Adžarija je bila že od antike del Kolhide in Kavkaške Iberije. V 5. stoletju pr. n. št. so jo kolonizirali Grki]]. V 2. stoletju pr. n. št. so regijo osvojili Rimljani. Kasneje je postala del regije Egrisi, v 9. stoletju pa so jo vključili v Gruzijsko kraljestvo. Osmani so ozemlje zavzeli leta 1614, v tem času so se prebivalci spreobrnili v islam. Adžarijo so morali Otomani leta 1878 prepustiti Ruskemu imperiju.
Po kratki okupaciji turških in britanskih čet med letoma 1918 in 1920 se je Adžarija ponovno združila z Gruzijo. Po kratkem vojaškem sporu marca 1921 je Ankara ozemlje prepustila Gruziji po pogodbi iz Karsa, po kateri je muslimansko prebivalstvo dobilo avtonomijo. Po enakem načelu je Sovjetska zveza ustanovila Adžarsko avtonomno sovjetsko socialistično republiko.
Po razpadu Sovjetske zveze leta 1991 je Adžarija postala del ponovno neodvisne, vendar politično razdeljene republike Gruzije. Predvsem po zaslugi avtoritarne vlade Aslana Abašidzeja se je uspela izogniti državljanski vojni (1991-1993). Čeprav je ohranila mir in postala ena najrazvitejših regij v Gruziji, je bil Abašidze obtožen organiziranega kriminala ter kršitve človekovih pravic. Centralna vlada v Tbilisiju na dogajanje praktično ni imela vpliva, predsednik Eduard Ševardnadze je pokrajino ignoriral. 
To se je spremenilo z revolucijo vrtnic leta 2003, ko je bil Ševardnadze odstavljen, predsednik pa je postal reformist Miheil Saakašvili. Saakašvili se je odločil, da bo končal separatistične težnje. Spomladi 2004 je izbruhnil konflikt, ko je centralna vlada želela vzpostaviti nadzor nad regijo. Grozilo je, da se bo konflikt razvil v oborožen spor. Po Saakašvilijevem ultimatu in množičnih protestih proti Abašidzeju je ta maja 2004 odstopil ter poiskal azil v Rusiji. Po njegovem odhodu so z novimi zakoni redefinirali pogoje adžarske avtonomnosti, po mnenju nekaterih je Adžarija s tem ostala brez večine avtonomnih pristojnosti. 
Rusija vzdržuje vojaško bazu v mestu Batumi. To je bil vzrok napetosti med Rusijo in Gruzijo, ki je grozila z blokado dostopa do baze. Po pogovorih marca 2005 je Rusija predlagala, da se bo počasi umaknila. Umik opreme se je začel julija.